# MG 151

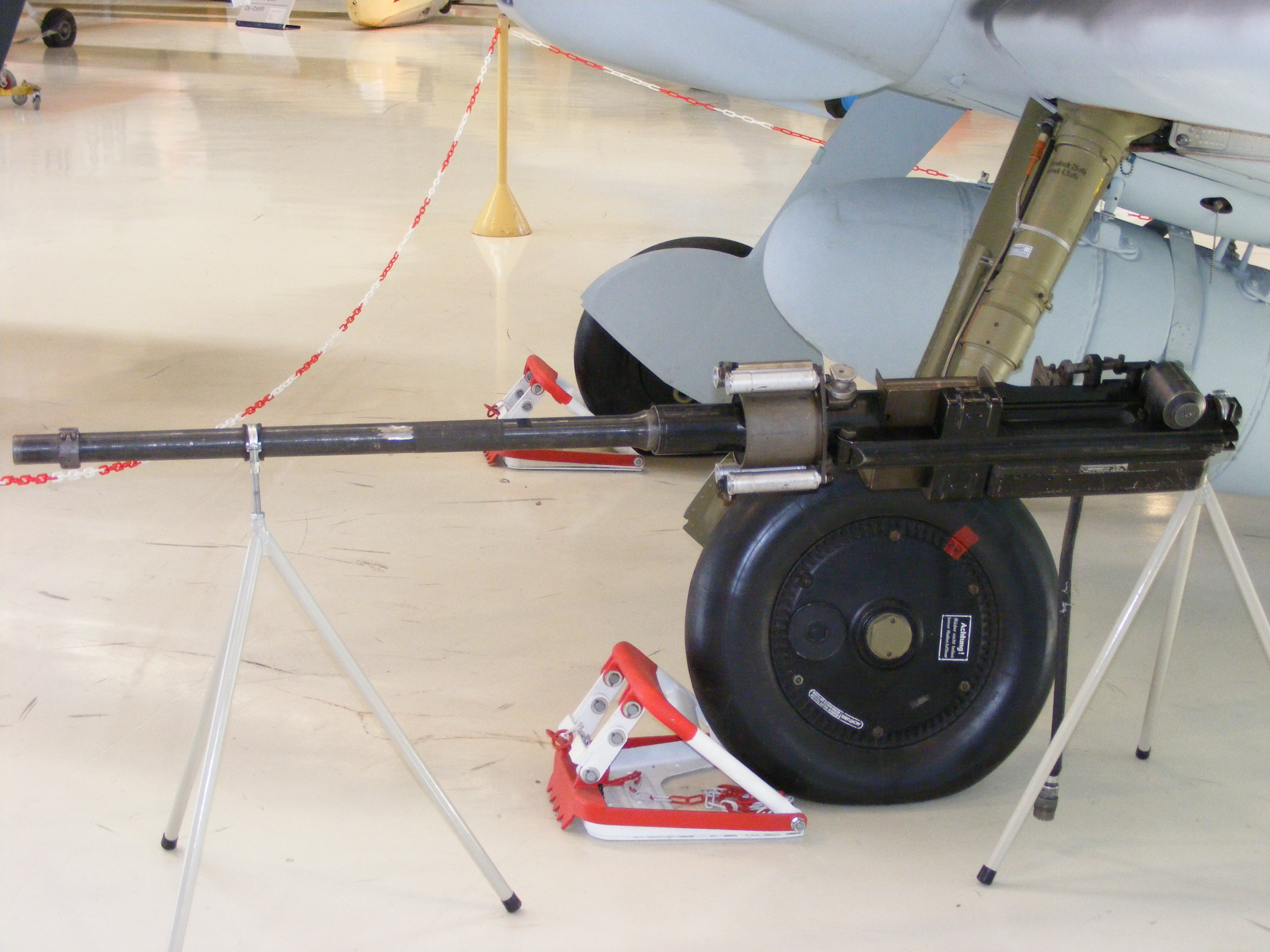
MG 151/20, Flugmuseum Aviaticum

Das MG 151 war eine für den Einsatz in Militärflugzeugen gebaute automatische Waffe, die im Deutschen Reich ab 1934 von der Firma Mauser im Kaliber 15,1 mm entwickelt wurde und 1940 in Produktion ging. Eine Kalibersteigerung auf 20 mm erfolgte mit der Variante MG 151/20.

## Entwicklungsgeschichte

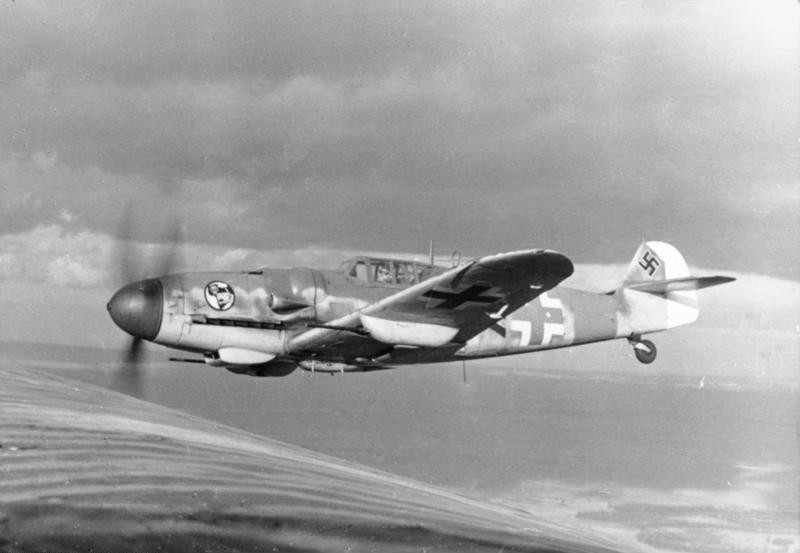
Bf 109 G-6 mit zwei MG 151/20 als zusätzlichem Rüstsatz unter den Tragflächen

Als starr in Jagdflugzeugen eingebaute Waffe wurde das MG 151/15 bereits bis Ende 1941 durch das MG 151/20 mit dem größeren Kaliber 20 mm ersetzt. Bedingt durch den kürzeren Lauf des MG 151/20 verringerte sich die Mündungsgeschwindigkeit von 960 m/s auf 810 m/s, was wiederum den Rohrverschleiß deutlich reduzierte. In Abwehrständen von Bombern blieb das MG 151/15 als Verteidigungswaffe in beweglicher Lafettierung auch nach 1941 noch im Gebrauch.
Die Mehrzahl der produzierten MG 151/20 wurde als Bordwaffe für Jagdflugzeuge eingesetzt, beispielsweise in der Bf 109 oder der Fw 190.

## Munition
Durch die Verwendung von eigens entwickelter 20-mm-Minenmunition mit deutlich dünnerer Geschosshülle konnte die Sprengstoffmenge beim MG 151/20 von 2,8 g auf 18,7 g je Geschoss erhöht werden. Die Bezeichnung MG 151/15 wurde nach der Einführung des MG 151/20 zur Unterscheidung der beiden Versionen benutzt. Nach der bis etwa 1943 erfolgten Ausmusterung und dem nachfolgenden Umbau aller MG 151/15 auf das Kaliber 20 mm wurde nur noch die Bezeichnung MG 151 benutzt.

## Verwendung in der Bf 109
Die Einführung des MG 151 in die deutsche Luftwaffe begann Anfang 1941 mit dem Einbau in der Bf 109 F-2.

## Verwendung in der Fw 190
Bei allen Versionen der Fw 190 wurde das flügelinnere Paar MG 151/20 für das synchronisierte Schießen durch den Propellerkreis eingerichtet; dazu wurde mit dem MG 151/20E eine spezielle Version mit elektrischer Zündung geschaffen. Das in späteren Versionen der Fw 190 im Außenflügel montierte MG 151/20 war ebenfalls die Version mit elektrischer Zündung, um die Arbeit des Bodenpersonals zu erleichtern und Verwechslungen bei der Munitionsbestückung zu vermeiden.

## Verwendung zur Flugabwehr

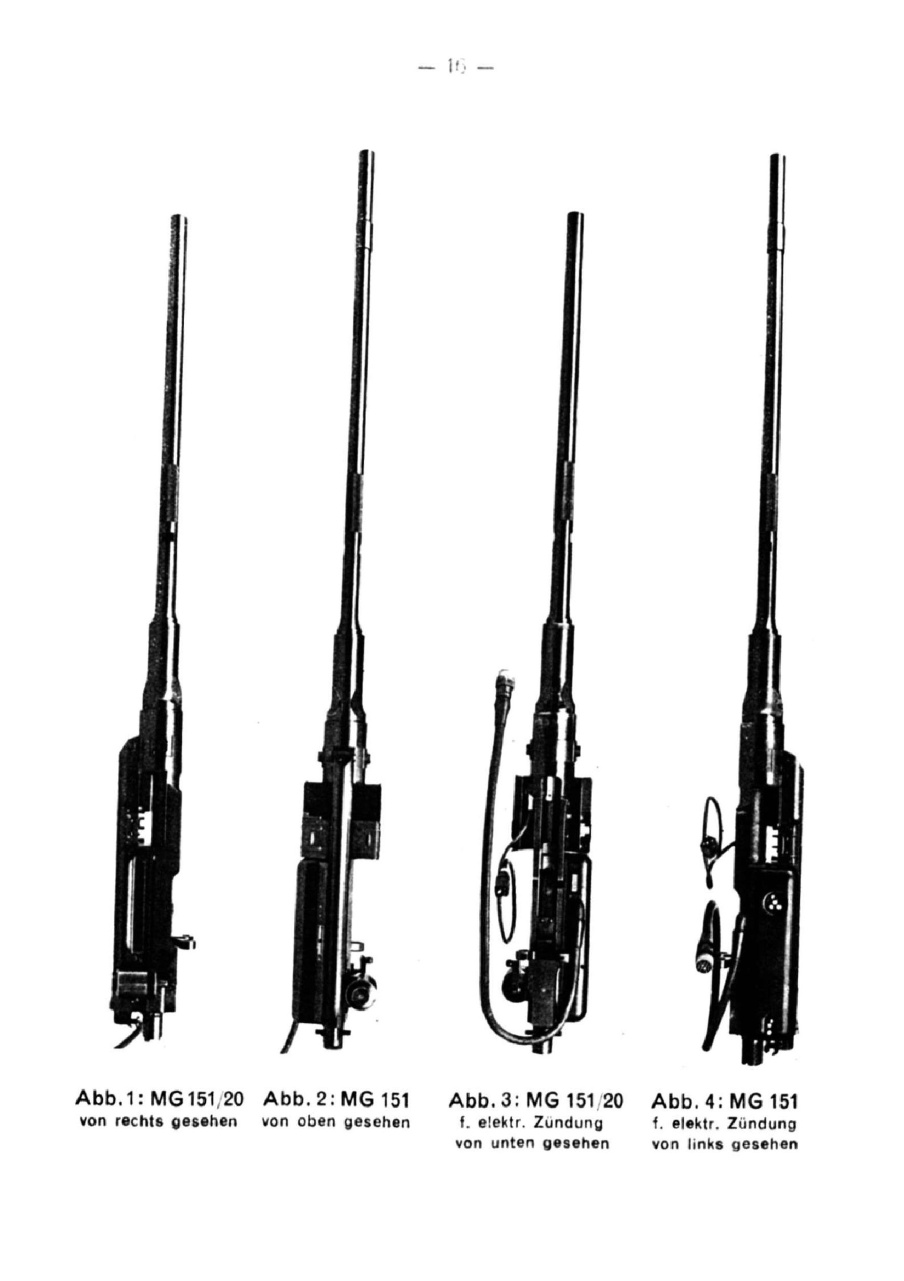
MG 151 und MG 151/20 Dienstvorschrift 1942

Gegen Ende des Zweiten Weltkriegs wurden die in großer Stückzahl vorhandenen MG 151/20 aufgrund des dringenden Bedarfs an Flugabwehrgeschützen einzeln, in improvisierten Lafetten, im direkten Objektschutz zum Beispiel an Flugplätzen und systematisch als 2-cm-Fla-Drillings-MG 151/20 in Fahrzeugen und auf Anhängern eingesetzt.
Im Vergleich zu den bisher zumeist eingesetzten 2-cm-Flak 38 mit Patronenmunition, stellte der MG 151-Drilling mit der gegurteten Munition für die Tieffliegerabwehr und auch im Erdkampf eine deutliche Steigerung der Feuerkraft dar. Ähnlich wie bei den Schiffsgeschützen wurde der Drilling ohne Seiten- und Höhenrichtmaschine frei gerichtet.
Ein serienmäßiger Einbau des Fla-Drilling-MG 151/20 erfolgte im Schützenpanzerwagen Sd.Kfz. 251/21.
Nach dem Zweiten Weltkrieg wurde auf dem Fahrgestell des französischen Panzers AMX-13 ein MG-151/20-Vierling zur Flugabwehr erprobt, man entschied sich aber schließlich 1957 für einen Turm mit zwei 30-mm-Maschinenkanonen Hispano-Suiza HS 831 A.

## Technische Daten

### MG 151/15
- Kaliber: 15,1 mm
- Lauflänge: 1250 mm
- Hersteller: Mauser
- Länge: 1960 mm
- Gewicht: 42,7 kg
- Schussfolge (pro min): 700
- Mündungsgeschwindigkeit: 960 m/s (Sprgr.L’Spur)
- Munitionsbezeichnung: 15×96

### MG 151/20
- Kaliber: 20 mm
- Lauflänge: 1100 mm
- Hersteller: Mauser
- Länge: 1767 mm
- Gewicht: 42,5 kg
- Schussfolge (pro min), je nach Variante: synchronisiert: 550–750, unsynchronisiert: 780–800
- Mündungsgeschwindigkeit: 810 m/s (M-Projektil)
- Munitionsbezeichnung: 20×82